# Coilia borneensis
Coilia borneensis är en fiskart som beskrevs av Pieter Bleeker 1852. Coilia borneensis ingår i släktet Coilia och familjen Engraulidae. Inga underarter finns listade i Catalogue of Life.